# Visconte Dillon

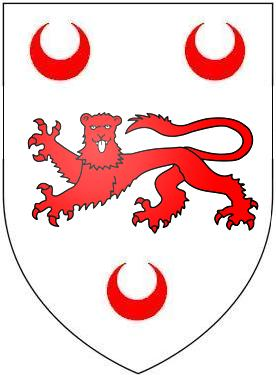
Stemma dei Dillon: Argento, un leone passante tra tre mezzelune color rosso

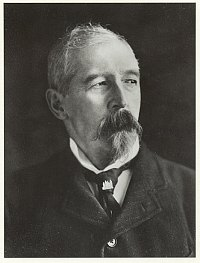
Harold Dillon,
XVII Visconte Dillon.

Visconte Dillon,  di Costello-Gallen nella contea di Mayo, è un titolo fra i Parìa d'Irlanda. Fu creato nel 1622 per Theobald Dillon, Lord President of Connaught. I Dillon erano una famiglia di proprietari terrieri Hiberno-Normanna dal XIII secolo in una parte della Contea di Westmeath chiamata 'Dillon's Country'. Il suo bisnipote, il settimo Visconte, fu un sostenitore del cattolico Re Giacomo II d'Inghilterra e fu bandito dopo la gloriosa rivoluzione. Fondò il 'Dillon Regiment' della Brigata irlandese nell'esercito francese, che era sostenuto dalle oche selvatiche e raggiunse il successo a Fontenoy nel 1745.
Tuttavia, suo figlio, l'ottavo Visconte, riuscì ad ottenere una revoca della messa al bando nel 1694 e successivamente servì come Lord Luogotenente della Contea di Roscommon. A suo nipote, il decimo Visconte, fu dato il titolo francese di Conte Dillon nel 1711 e fu anche creato "Conte di Dillon" da Giacomo Francesco Edoardo Stuart, il pretendente giacobita al trono. Suo fratello minore, l'undicesimo Visconte, fu un Colonnello nell'esercito francese, ma il Dillon Regiment fu sciolto nel 1793 a causa dei tumulti della rivoluzione francese.
Suo figlio, il dodicesimo Visconte, rappresentò in particolare Westbury in Parlamento e si conformò all'Anglicanesimo nel 1767. Suo figlio, il tredicesimo Visconte, fu deputato per Harwich e la Contea di Mayo. Il suo bisnipote, il diciannovesimo Visconte, fu Brigadiere nell'esercito. Attualmente la viscontea è detenuta dal bisnipote di quest'ultimo, il ventiduesimo Visconte, che è succeduto a suo padre nel 1982.

## Visconti Dillon (1622)
- Theobald Dillon, I visconte Dillon (m. 1634)
- Lucas Dillon, II visconte Dillon (1610–1629)
- Theobald Dillon, III visconte Dillon (1629–1630)
- Thomas Dillon, IV visconte  Dillon (1615–1672)
- Thomas Dillon, V visconte Dillon (m. 1674)
- Lucas Dillon, VI visconte Dillon (m. 1682)
- Theobald Dillon, VII visconte Dillon (d. 1691)
- Henry Dillon, VIII visconte Dillon (d. 1713)
- Richard Dillon, IX visconte Dillon (1688–1737)
- Charles Dillon, X visconte Dillon (1701–1741)
- Henry Dillon, XI visconte Dillon (1705–1787)
- Charles Dillon, XII visconte Dillon (1745–1813)
- Henry Dillon, XIII visconte Dillon (1777–1832)
- Charles Dillon, XIV visconte Dillon (1810–1865)
- Theobald Dominick Geoffrey Dillon, XV visconte Dillon (1811–1879)
- Arthur Edmund Denis Dillon, XVI visconte Dillon (1812–1892)
- Harold Dillon, XVII visconte Dillon (1844–1932)
- Arthur Henry Dillon, XVIII visconte Dillon (1875–1934)
- Eric Dillon, XIX visconte Dillon (1881–1946)
- Michael Eric Dillon, XX visconte Dillon (1911–1979)
- Charles Henry Robert Dillon, XXI visconte Dillon (1945–1982)
- Henry Benedict Charles Dillon, XXII visconte Dillon (n. 1973)

L'erede presuntivo è lo zio dell'attuale detentore, Richard Arthur Louis Dillon (n. 1948)
Il legittimo erede dell'erede presunto è suo figlio Thomas Arthur Lee Dillon (n. 1983)

## In Francia
Essendo di origine straniera, i Dilloni necessitavano di essere "reconnus nobles en France" come "noblesse d'origine etrangere" e "maintenus nobles". Furono "maintenus nobles" nel 1759.
Inoltre, furono riconosciuti come "extraction chevaleresque" (nobiltà molto antica), essere stati nobile dal 1347, e quindi autorizzati agli "Honneurs de la Cour" dai Re di Francia nel 1750, 1769, 1770, 1775, 1777, 1785 e 1788.

## Collegamenti
- Conte di Roscommon
- Barone Clonbrock
- Parìa di Francia
- Parìa giacobita